# MRT Blå linje
Blå linje, även kallad Chaloem Ratchamongkhon Line, är en del av MRT (Metropolitan Rapid Transit) i Bangkok vars första etapp öppnade 2004. Linjen förlängdes i ytterligare etapper som öppnades för trafik 2019 och 2020. De östra och centrala delarna av linjen går under jord i form av en tunnelbana, medan de västra delarna är en upphöjd tåglinje ovan jord.
Tågen är tillverkade av Siemens Mobility och är 54 stycken till antalet. 19 tillhör den första generationen medan 35 stycken av den andra generationen tillfördes vid de senaste etapperna av utbyggnaden.
Linjer förbinder en rad viktiga platser i Bangkok, bland annat den centrala järnvägsstationen Ban Sue i norr och den centrala stadsdelen Sukhumvit. 

## Stationer[3]
- BL01 - Tha Phra
- BL02 - Charan 13
- BL03 - Fai Chai
- BL04 - Bang Khun Non
- BL05 - Bang Yi Khan
- BL06 - Sirindhorn
- BL07 - Bang Phlat
- BL08 - Bang O
- BL09 - Bang Pho
- BL10 - Tao Poon
- BL11 - Bang Sue
- BL12 - Kamphaeng Phet
- BL13 - Chatuchak Park
- BL14 - Phahon Yothin
- BL15 - Lat Phrao
- BL16 - Ratchadaphisek
- BL17 - Sutthisan
- BL18 - Huai Khwang
- BL19 - Thailand Cultural Centre
- BL20 - Phra Ram 9
- BL21 - Phetchaburi
- BL22 - Sukhumvit
- BL23 - Queen Sirikit National Convention Centre
- BL24 - Khlong Toei
- BL25 - Lumphini
- BL26 - Si Lom
- BL27 - Sam Yan
- BL28 - Hua Lamphong
- BL29 - Wat Mangkon
- BL30 - Sam Yot
- BL31 - Sanam Chai
- BL32 - Itsaraphap
- BL01 - Tha Phra
- BL33 - Bang Phai
- BL34 - Bang Wa
- BL35 - Phetkasem 48
- BL36 - Phasi Charoen
- BL37 - Bang Khae
- BL38 - Lak Song